# MSC Bellissima
Le MSC Bellissima est un navire de croisière. Son navire jumeau est le MSC Meraviglia. Il appartient à la compagnie MSC Croisières.
Il a été construit entre 2016 et 2019 aux Chantiers de l'Atlantique de Saint-Nazaire.
Le MSC Bellissima est le second navire de la Classe Meraviglia.
Son nom de code aux Chantiers est F34.

## Histoire
En mars 2014, MSC Croisières commande deux navires de type "Vista" (+2 en options) aux chantiers de l'Atlantique STX France de Saint-Nazaire. STX France était en concurrence avec les italiens Fincantieri pour cette commande. Le projet Vista permet aux quatre futurs navires d'aller dans un maximum de ports avec une longueur réduite à 315 mètres mais pouvant accueillir plus de passagers et d'agrandir la largeur du navire (43 mètres). La compagnie veut aussi enrichir ces navires avec plus de restaurants avec des horaires plus libres pour les passagers. Le MSC Bellissima et le MSC Meraviglia seront les plus petits paquebots de la classe, les deux derniers seront plus grands.
Alors que la mise à l'eau du premier navire, le MSC Meraviglia a lieu aux chantiers, MSC annonce le nom du deuxième navire de la classe, le MSC Bellissima.
La première tôle du navire est découpée en novembre 2016, peu de temps après la première tôle du Celebrity Edge.

## Caractéristiques
Le MSC Bellissima comporte 2224 cabines, principalement avec balcon, pouvant accueillir 5714 passagers. L'équipage nominal est de 1536 personnes.
Le MSC Bellissima dispose de plusieurs activités :
- 2 ascenseurs avec vue sur la mer (1 à tribord, l'autre à bâbord) ;
- 1 piscine avec toit rétractable ;
- 1 parc aquatique ;
- 1 pont himalayen (évoquant un parcours d'acrobranche) ;
- 1 théâtre.
- 1 Spa baptisé le MSC AUREA SPA
- 1 Salle de Gym